# Talanga magnificalis
Talanga magnificalis là một loài bướm đêm trong họ Crambidae.